# Rudi Strijk
Rudi Strijk (circa 1952/1953 - Paramaribo, 20 september 2014)  was een Surinaams bestuurder. Tot 2012 was hij districtscommissaris van Sipaliwini, Marowijne en Paramaribo-Noordoost. Daarnaast was hij lid van de Raad van de Ontwikkeling van het Binnenland (ROB) en betrokken bij de organisatie van Kinderboeken Festivals.

## Biografie
Rudi Strijk was bestuurslid van de Stichting Projecten Christelijk Onderwijs in Suriname (PCOS) en vanuit die rol nauw bij Kinderboeken Festivals betrokken. Voor de bundel Het merkteken en andere verhalen uit 1997 schreef hij het kinderverhaal Naomi waarin de moorden in Moiwana op 40 onschuldige mensen centraal staat, met ook kinderen als slachtoffer. Daarnaast was hij medio jaren 2000 lid van de Raad van de Ontwikkeling van het Binnenland (ROB).
Hij was tot 2004 districtscommissaris (dc) van Sipaliwini en Marowijne. Voor of in 2008 trad hij aan als dc van Paramaribo-Noordoost. Op woensdagavond 7 april 2010 werd hij daarnaast beëdigd als voorzitter van het Hoofdstembureau van Paramaribo. Nadat de A-Combinatie onder leiding van Ronnie Brunswijk de lijsten niet voor sluitingstijd had ingediend, verlengde hij de zitting nog met een half uur en sloot toen het stembureau. Tien dagen later bekrachtigde de openbare vergadering onder zijn leiding alle kieslijsten op die van de A-Combinatie na, met een verwijzing naar de mogelijkheid tot het maken van bezwaar bij de president, Ronald Venetiaan. Hij werd begin 2011 opgevolgd door Mohamed Kasto.
Hij was na de verkiezingen van 2010 al eens een tijd ziek. Hij had toen last van hoge bloeddruk en had een drukke tijd rond de verkiezingen gehad. Tijdens een uitvaartdienst op 18 september 2014 van rechter Albert Ramnewash werd hij onwel en zakte hij in elkaar. Twee dagen later overleed hij in het ziekenhuis. Rudi Strijk is 61 jaar oud geworden.